# Heinrich von Anethan
Heinrich von Anethan  (* 1670 in Cochem; † 3. August 1735 in Aachen) war ein deutscher Jesuit und Rektor des Erzbischöflichen Seminars in Trier.

## Leben
Heinrich war ein Sohn des letzten auf der Reichsburg Cochem wohnenden kurtrierischen Amtmann Franz Ludwig von Anethan. Insgesamt verbrachte er 45 Jahre im Jesuitenorden, wobei er u. a. als  Superior im Jesuitenkloster Hadamar wirkte. Später wurde er Rektor am Jesuitenkolleg in Trier und zuletzt noch am  Erzbischöflichen Seminar. 65-jährig starb er im Jahre 1735 in Aachen an Asthma,  nachdem man ihn vermutlich dorthin zur Genesung geschickt hatte.